# Eschwege-Lexikon
Das im Verlag Historische Gesellschaft des Werralandes erschienene Eschwege-Lexikon verzeichnet auf 848 Seiten in zweispaltigem Satz eine Vielzahl von Begriffen, wichtige Ereignisse und Bauwerke, sämtliche Straßen Eschweges samt Erklärungen sowie Artikel zu historischen und zeitgeschichtlichen Persönlichkeiten aus Politik, Sport, Wirtschaft und Gesellschaft. Die Texte sind nicht immer streng nüchtern gehalten, sondern enthalten auch kurze Anekdoten. Bereits im Jahr des erstmaligen Erscheinens wurde eine unveränderte zweite Auflage des Nachschlagewerks nachgedruckt.
Das Lexikon beruht auf den vom Autor Herbert Fritsche jahrzehntelang gesammelten und auf Zetteln und Karteikarten festgehaltenen Informationen über die Stadt, ihr Umland und ihre Geschichte. Neun weitere namentlich genannte Forscher beteiligten sich am Zustandekommen des Lexikons, ihre Beiträge sind jedoch nicht eigens gekennzeichnet. Die redaktionelle Bearbeitung übernahm der Historiker und Eschweger Stadtarchivar Karl Kollmann, Vorsitzender der Historischen Gesellschaft des Werralandes sowie des Geschichtsvereins Eschwege im Verein für hessische Geschichte und Landeskunde.
Die Rezension der Informationsmittel für Bibliotheken hob den auffällig hohen Anteil an Personen-Artikeln hervor, bemängelte allerdings das Fehlen von Literaturangaben in Artikeln und eines zusammenfassenden Literaturverzeichnisses.
Bei der offiziellen Präsentation des Eschwege-Lexikons im Mai 2015 im Eschweger Rathaus erfuhr der Autor Herbert Fritsche aus seinem eigenen Werk, dass er am selben Tag in die Liste der Ehrenbürger der Stadt Eschwege aufgenommen wurde. Karl Kollmann hatte in der Schlussredaktion des Lexikons den Eintrag zu Fritsche und die Liste der Ehrenbürger auf den neuesten Stand gebracht.

## Ausgaben
- Herbert Fritsche: Eschwege-Lexikon: [das Nachschlagewerk für die Eschweger Region]. Bearb. von Karl Kollmann, Historische Gesellschaft des Werralandes, Eschwege 2015, ISBN 978-3-00-049311-9; 2. unveränd. Aufl. 2015.